# George Formby, Sr.
George Formby (nacido James Lawler Booth; 4 de octubre de 1875-8 de febrero de 1921) fue un comediante y cantante británico en teatro musical, conocido como uno de los más grandes intérpretes de music hall de principios del siglo XX. Su comedia jugó con los estereotipos de Lancashire, y fue popular en todo Gran Bretaña. Su apodo, "The Wigan Nightingale", fue acuñado debido a la forma en la que usaba su tos bronquial como un dispositivo cómico en su acto.
Formby nació en la pobreza industrial dentro del noroeste de Inglaterra; su madre era una prostituta alcohólica de tiempo parcial, y durante gran parte de su juventud fue maltratado. Para ganar dinero, cantaba por centavos en las esquinas de las calles, antes de unirse a un dúo de cantantes en su adolescencia. Él comenzó a desarrollar su propio acto durante la década de 1890 y construyó un seguimiento en Lancashire. También desarrolló una serie de personajes escénicos, incluyendo el de "John Willie", que es descrito por el historiador cultural Jeffrey Richards como "el arquetípico muchacho de Lancashire sin sangre y propenso a los accidentes." Formby también tuvo una exitosa carrera discográfica e hizo la transición del music hall en 1916.
Su salud siempre había sido mala, pero un accidente escénico en 1916 debilitó los pulmones de Formby, y sufrió cada vez más durante los próximos años, reduciendo su capacidad para actuar. La tuberculosis y la gripe -esta última contraída en la pandemia de 1918- debilitaron aún más su condición, y murió de tuberculosis pulmonar en 1921 a la edad de 45 años. El acto de Formby, y uno de sus trajes y bastones, inspiraron a Charlie Chaplin en la formación de su personaje el Vagabundo. El hijo de Formby también usó partes del acto de su padre cuando comenzó su carrera teatral y, una vez establecido, también cambió su nombre a George Formby; Formby Jr se convirtió en la principal estrella masculina británica en recaudación de taquilla entre 1937 y 1943.

### Primeros años: 1875-90

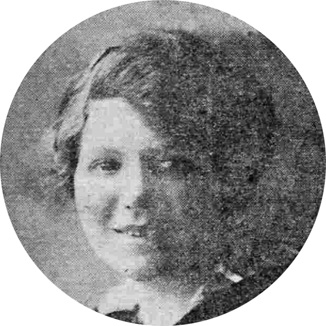
La segunda esposa de Formby, Eliza Ann, nacida Hoy (c. 1879-1981), con quien se casó.

George Formby nació como James Lawler Booth en Ashton-under-Lyne, Lancashire, el 4 de octubre de 1875. Era el hijo ilegítimo y único de Sarah Jane Booth (c. 1856-1912), una tejedora de algodón pobre y analfabeta. Su padre, Francis Lawler, un minero de carbón, no fue nombrado en el certificado de nacimiento; seis meses después del nacimiento de su hijo, la pareja se casó, ambos de 19 años. Sarah trabajaba como prostituta; era pequeña, de alrededor de 1,2 m (4 pies) de altura, y cantaba en bares a cambio de bebidas alcohólicas. Fue condenada 140 veces por delitos que incluían robo, prostitución, embriaguez y peleas. El matrimonio fue turbulento, y Formby fue a menudo descuidado, maltratado y sufrió desnutrición. Debido a que Sarah estaba frecuentemente ausente de casa, y a menudo era detenida durante la noche en la estación de policía local, Formby era forzada a dormir afuera. Como resultado, desarrolló asma y se hizo susceptible a la bronquitis. En sus últimos años recordó que su "infancia fue la más miserable de todas las desgracias sufridas por una criatura humana".
Formby dejó la educación formal a la edad de ocho o nueve años, y no aprendió a leer hasta bien entrada su adolescencia. Para ganar dinero para el hogar, cantó en las esquinas de las calles; la pobreza de la familia empeoró cuando, en octubre de 1890, Lawler murió de tuberculosis pulmonar a la edad de 33 años. Formby consiguió un trabajo en una fábrica de algodón y pasó dos años como constructor de telares. Él complementó su salario cantando en pubs, tabernas y locales libres, siendo los últimos lugares donde se hacían arreglos informales para que los clientes les proporcionaran su propio entretenimiento.  Alrededor de este tiempo se unió a otro chico para formar un acto, "los Hermanos Glenray", que fue lo suficientemente rentable como para tener un mánager; el acto continuó hasta que la voz de soprano de Formby se daño, después de lo cual la pareja se separó.

### Carrera teatral: 1890-1902
Formby comenzó a desarrollar su propio acto escénico durante la década de 1890 y construyó una gran base de admiradores en Lancashire. Ideó varios personajes con su propio vestuario, y compuso una serie de canciones cómicas. En 1896, su libro de asignaciones registra que estaba comprando y coleccionando canciones cómicas y asegurando los derechos de canto. Fue catalogado como JH Booth hasta 1897, cuando cambió su nombre artístico a George Formby. Aunque se rumorea que eligió su nuevo apellido después de verlo como un destino en un vagón de ferrocarril, las principales fuentes coinciden en que esta historia es probable que sea apócrifa. El origen del nombre Formby es más probable que haya sido una sugerencia de Dennis Clarke, el gerente del Argyle Theatre en Birkenhead, mientras que George fue elegido en honor de la estrella del music hall George Robey. Formby utilizó por primera vez su nuevo nombre artístico en Birkenhead en 1897.
Uno de los primeros personajes que Formby desarrolló fue "John Willie". Baz Kershaw, profesor de teatro, describió al personaje como el "alter ego en el escenario" de Formby, mientras que el historiador cultural Jeffrey Richards describe a Willie como "el arquetípico chico de Lancashire sin sangre con pantalones anchos, chaqueta ajustada y sombrero de bombín, habla lento, picoteo de gallina, propenso a los accidentes, pero enredado." Su disfraz incluía ropa mal ajustada, botas grandes en los pies equivocados y una variedad de sombreros; a menudo llevaba un bastón. En 1908 prestó uno de sus trajes a un joven Charlie Chaplin cuando éste estaba de gira con la compañía de Fred Karno; Chaplin también incorporó el giro de bastón de Formby y el paseo como pato en su acto.
En 1897 Formby conoció a Martha Maria Salter, una intérprete de music hall de 20 años de edad, y se casaron en su ciudad natal de Halifax en agosto. Poco se sabe sobre Salter, aunque el censo de 1901 muestra que todavía vivía con sus padres. El matrimonio no pareció haber tenido éxito, pero según los biógrafos de Formby, Sue Smart y Richard Bothway Howard, no hay evidencia de un divorcio entre la pareja y no hay información relacionada con cuando la pareja se separó.
En 1897 o 1898, Formby fue firmado para aparecer en el Lyceum Theatre, Blackburn, apoyando al mago Walford Bodie; en una gira de 40 semanas seguidas, con Formby ganando 30 chelines a la semana. En 1898, mientras actuaba en el Wigan Empire como parte de la gira, Formby conoció a Eliza Hoy, la hija del cajero del Imperio. La pareja se casó en agosto del año siguiente en la Oficina de Registro de Wigan, aunque este matrimonio era bígamo debido a su unión dos años antes con Salter. En los meses posteriores a su matrimonio, Eliza convenció a Formby de unirse a la Iglesia católica, lo que ayudó a sus padres a superar su desconfianza inicial hacia él. Formby y Eliza tuvieron trece hijos, de los cuales siete sobrevivieron: cuatro hijas y tres hijos. El historiador cultural David Bret afirma que Formby estaba "poseído de una asombrosa virilidad consuntiva", ya que el comediante también tenía varios hijos con otras parejas. Eliza se convirtió en una figura importante en la vida profesional de Formby, haciendo sus trajes y de pie en las alas durante sus actuaciones para ayudarlo. Eliza también continuó trabajando como costurera y vendía papas fritas durante el almuerzo para complementar los ingresos de la familia.

### Reputación creciente: 1902-16
En 1902 Formby actuó por primera vez en Londres, cuando fue contratado por Ted Granville, el propietario del Royal Albert Music Hall en Canning Town, para aparecer por £3 a la semana; Granville posteriormente se convirtió en agente de Formby en Londres. Eliza Formby relató más tarde que Belle Elmore, la esposa (y más tarde víctima) del asesino Crippen, vio a Formby actuar, y estaba tan impresionada que contactó a Granville y le dijo que viajara a Leeds para ver el acto.  Formby pronto se trasladó al London Pavilion music hall, donde tuvo un éxito inmediato, y se convirtió en "un ídolo de la ciudad", según The Times.  Su popularidad aumentó cuando Marie Lloyd, la influyente cantante y actriz de music hall, dijo que solo vería dos actos: el suyo y el de Dan Leno. Lloyd recomendó Formby al propietario del Tivoli Music Hall, que dio al comediante una carrera de diez semanas.  Robey también quedó impresionado, y en 1905 recomendó a Formby como líder en una pantomima en Newcastle con un salario de 35 libras a la semana. En 1920 ya podía cobrar 325 libras esterlinas por semana.

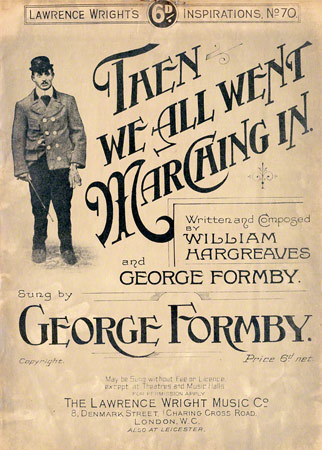
Partitura de "We All Went Marching In", 1913

Después de que los Formby perdieran tres hijas a causa de muertes tempranas, su primer hijo, George Hoy Booth, nació en 1904.  Aunque el niño nació incapaz de ver debido a una causa obstructiva, ganó su vista durante un violento ataque de tos o estornudo cuando tenía unos meses de edad. En el transcurso de 1904 Formby compró los derechos de canto de 57 canciones, más que su número anual normal de entre 10 y 20; el costo promedio de sus canciones fue alrededor de una guinea. Dos años más tarde hizo sus primeras grabaciones, en cilindros de fonógrafo, para la Louis Sterling Cylinder Company, y en 1907 firmó un contrato de grabación con Zonophone. Fue uno de los pocos intérpretes que no tuvo dificultades para grabar claramente con el equipo primitivo, y actuó de manera relajada para una audiencia invisible. Cantaba su canción y luego hablaba con el oyente usando una variante de su ritmo normal.  Algunas de esas canciones, como "Playing the Game out West" y "Since I Parted my Hair in the Middle" han sido identificadas por Dave Russell, el historiador social, como "representaciones ingeniosas de un provinciano inocente que perdió en la capital".
Durante gran parte de enero y febrero de 1908 Formby apareció en varios salones de música de Londres por los que recibió 20 libras a la semana. Al año siguiente, y permaneciendo en la capital, se presentó en tres salas por noche a cambio de £45 a la semana. Uno de esos lugares fue el Tivoli con Lloyd y Little Tich como los actos de titular. Cuando no se presentó en Londres, Formby continuó su gira por las salas de música provinciales. En 1910 apareció de nuevo en el Tivoli, y fue reseñado en The Times, en el que el reportero opinó que Formby "se convierte más en un artista cuanto más canta". Más tarde ese mismo año Formby grabó lo que se convertiría en su canción más famosa, "Standing at the Corner of the Street", que también coescribió.  En 1913 sus ventas de discos eran lo suficientemente fuertes como para negociar un nuevo contrato de grabación por valor de £300 al año.
La carrera de Formby recibió un nuevo impulso en julio de 1913, cuando fue uno de los siete actos en aparecer ante Jorge V y la Reina María en un Royal Command Performance en Knowsley Hall, cerca de Liverpool. The Times informó que el "amplio humor de Formby tuvo éxito con una facilidad inesperada, y sus Majestades lo elogiaron muy bien después de la actuación." Formby estaba avergonzado por su actuación. Su acto habitual consistía en parte en un parloteo con el director de orquesta, que volvió a hacer en esta ocasión; detrás del director se sentaba la realeza, y parecía que Formby les estaba hablando irrespetuosamente. Sin embargo, el rey entendió a quién estaba hablando Formby, y después le dio un alfiler. En octubre, Formby apareció en su segunda Royal Command Performance del año, en un espectáculo benéfico organizado por la actriz francesa Sarah Bernhardt. Participó en dos actos: una actuación de "Ten Little Nigger Boys All in a Row", junto a otros artistas de music hall como Robey, Mark Sheridan, Cicely Courtneidge y George Graves, seguido de una corta pieza en solitario.
En marzo de 1914 Formby apareció en "No Fool Like an Old Fool", una película de comedia muda de 20 minutos de duración, fue su única aparición en el cine, y poco se sabe sobre la trama o su personaje. Cuando estalló la Primera Guerra Mundial en agosto de ese año, trató de alistarse, pero fue rechazado por razones médicas; en cambio, como muchas estrellas del music hall, participó activamente en la campaña de reclutamiento del ejército y habló en mítines.
Formby siempre estaba preocupado de que su hijo George lo mirara en el escenario, ya que no deseaba que el niño se convirtiera en un cómico, diciendo "un tonto en la familia es suficiente". Sin embargo, a pesar de que había enviado a George a entrenar como jockey, en 1915 permitió que su hijo apareciera en la pantalla, tomando la parte principal de un chico de establo en By the Shortest of Heads, un thriller dirigido por Bert Haldane. Después de la filmación, Formby envió a su hijo a Irlanda, para continuar su entrenamiento de jinete, y también envió los cinco caballos que Formby había comprado ese año, que se unieron a otros que había comprado anteriormente.

### Enfermedad y Muerte: 1916–21
Formby resultó herido en junio de 1916 durante los ensayos para la revista Razzle-Dazzle, después de que un escenario se derrumbara sobre él en el Theatre Royal, Drury Lane. Sufrió daño pulmonar y fue tratado por una hemorragia pulmonar en el Hospital Guy antes de recuperarse.  Aunque él era el protagonista de la serie, el estreno tuvo lugar sin él; fue criticado por los críticos, y The Observer pensó que "parte de ella parecía haberse desviado por error de una pantomima provincial de segunda categoría". Formby regresó en una semana y las críticas fueron más positivas, con The Observer afirmando que fue "uno de los éxitos de la temporada ... Razzle-Dazzle es ahora una de las revistas más animadas de Londres, y la más espectacular".  En agosto la producción se había transferido al Empire Theatre, Leicester Square.
El daño a los pulmones de Formby por el accidente fue exacerbado por la tuberculosis, y comenzó a disminuir un número creciente de sus apariciones. En 1917, el Southport Palladium tomó acción judicial contra él por no cumplir con un compromiso teatral según lo contratado, con lo cual su abogado dijo que Formby estaba muriendo de la enfermedad pulmonar y estaba trabajando por el corto tiempo que había dejado para beneficio de su familia numerosa. Formby perdió el caso: su alegación de mala salud se vio comprometida al aceptar un compromiso en otro lugar al mismo tiempo.
La salud de Formby fue aún más dañada en la pandemia de gripe de 1918, durante la cual contrajo la enfermedad mientras aparecía en el Hipódromo de Mánchester y no pudo trabajar durante un mes. Se enfermó durante las corridas de pantomimas en 1918 y 1919, se vio obligado a descansar durante tres meses en 1919, y colapsó en el escenario durante una actuación en Newcastle upon Tyne en la temporada de pantomima 1920-21. Los médicos aconsejaron a Formby que emigrara a Sudáfrica en beneficio de su salud, pero prefirió quedarse en Gran Bretaña, con su esposa e hijos, y continuó trabajando. Durante sus actuaciones, su esposa esperaba en las alas con hielo para que chupara para detener el sangrado interno y había una tienda de oxígeno en las alas del escenario lista para emergencias.
A principios de 1921 Formby apareció en el Newcastle Empire en Jack y Jill cuando se derrumbó después de un espectáculo. Regresó a su casa cerca de Warrington, donde murió de tuberculosis pulmonar el 8 de febrero, a la edad de 45 años. Fue enterrado en una parcela familiar en la sección católica del cementerio de Warrington. Dejó más de £25,000 en su testamento, incluyendo a Eliza como albacea. Como su matrimonio había sido bígamo, la describió como "mi reputada esposa Eliza Ann Booth, de lo contrario Eliza Ann Hoy".
El obituarista de The Manchester Guardian escribió que Formby era una de las "grandes bromas" de la sala de música cuyo humor "siempre parecía aumentar en una percepción comprensiva de las vanidades y debilidades humanas".  El Dundee Courier lo consideraba un gran comediante, hecho más grande por su continua actuación a través de su enfermedad, mientras que el crítico de teatro J. T. Grein, escribiendo en The Illustrated London News, pensaba que Formby, "junto con Harry Lauder, Robey y Albert Chevalier, formaron el cuarteto principal de la profesión".

## Persona escénica y técnica
Formby fue el primer cómico en usar una entrada retrasada como una broma para hacer reír al público antes de llegar: su orquesta tocaba su música de entrada, y luego no aparecía en el escenario, Su acto incluía canciones, descritas por Smart y Bothway Howard como "característicamente simples, algunas con melodías derivadas de himnos metodistas, y con estribillos pegadizos" y charlaba con el director de orquesta y las primeras filas, marcando su golpeteo en el escenario, entregado en un estilo muerto, con su tos. Usaba su salud -particularmente la tos- como parte de su acto, y decía que estaba "¡Tosiendo bien esta noche!" También creó la frase "No es la tos lo que te lleva - es el ataúd en el que te llevan!" Uno de los apodos de Formby, "El ruiseñor de Wigan" fue acuñado debido a la forma en que usó su tos bronquial en su acto.
El personaje de "John Willie", al igual que gran parte del acto de Formby, usó el pathos como uno de los conductores de la comedia, "pero no fue artificial y nunca fue mawkish", según Alan Randall y Ray Seaton, dos biógrafos de Formby Jr. En su examen de las estrellas de cine británicas, Geoffrey Macnab está de acuerdo, e identifica que aunque las bromas de Formby eran sobre sí mismo, "había arena en las rutinas, una negación resuelta de la autocompasión". The Times examinó el estilo de humor del intérprete, y lo consideró "a menudo crudo, y siempre simple, pero siempre fue humor verdadero, y, lo que es más, era invariablemente limpio."
Gran parte del humor de Formby se basaba en sus raíces noroccidentales, en particular Wigan, que le dijo a la gente que era donde nació, en lugar de Ashton. El Manchester Guardian lo llamó "representante acreditado de Lancashire en el escenario de variedades de Londres ... payaso-satírico del genio".
Cuando actuaba en Londres, Formby cambiaba de acto, presentándose como "Buenas noches, soy Formby fra' Wigan ... No he estado en Inglaterra mucho tiempo"; él modificó ligeramente su personaje teatral, y tocó "el niño ingenuo tratando de encajar con el sofisticado sur". Smart y Boothroyd consideran que "el contraste entre su acento norteño y su bravuconería metropolitana era humorístico, y cuanto más urbanizado y sofisticado era su público, más exageraba George su crueldad provincial".

## Legado
Seis semanas después de la muerte de Formby, su hijo George apareció por primera vez en el escenario en una copia del acto de su padre; inicialmente apareció bajo el nombre de George Hoy, usando el apellido de soltera de su madre, pero pronto tomó el nombre artístico de su padre. Formby Jr más tarde se convirtió en la estrella masculina británica en taquilla entre 1937 y 1943, y el artista mejor pagado de Gran Bretaña.
Chaplin, quien derivó parte de su personaje escénico de Formby, navegó en 1908 con la compañía de Karno a los Estados Unidos, donde desarrolló el carácter del Tramp, cuya imagen se hizo universalmente familiar en 1915. George Orwell más tarde utilizó el concepto humorístico de Formby de "Wigan Pier" en el título de su estudio de 1937 sobre la depresión y el desempleo en la zona, The Road to Wigan Pier.
Formby dejó más de 190 grabaciones, y después de su muerte The Times comentó, "No puede haber muchas personas que no han escuchado en algún momento de sus vidas las palabras o el estribillo de 'John Willie – Come On', 'One of the Boys', 'I was Standing on the Corner of the Street', or 'Playing the Game in the West', canciones descritas por Fisher como "afizz con alegría y champán".
En octubre de 1922 un gran monumento de mármol fue inaugurado en el sitio de la tumba de Formby, en presencia de Formby Jr, Eliza y una gran multitud. El monumento se convirtió más tarde en el lugar de descanso de los jóvenes Formby y Eliza.  En junio de 2012 se descubrió una placa azul en la calle Hodgson, Ashton, donde nació Formby.